# Palacio Nacional (Cali)
El Palacio Nacional de Cali es la sede del Consejo Seccional de la Judicatura, el Tribunal Administrativo del Valle del Cauca y del Tribunal Superior de Cali.  Alberga también un pequeño museo en conmemoración al cultivo y procesamiento de la caña de azúcar.  Se encuentra ubicado al costado este la Plaza de Cayzedo en el centro histórico, arquitectónico y cultural de Cali. El 25 de julio de 1977 fue declarado monumento nacional.

## Historia

### Construcción
El gobierno nacional encargó a la empresa ferrocarril del pacífico la construcción del palacio nacional, y encargo a Joseph Martens, consultor de obras públicas del gobierno,  el diseño del edificio que habría de ocupar los predios que en ese entonces pertenecían al departamento.
La construcción del palacio buscaba dotar a la ciudad de Cali de un moderno y amplio centro administrativo para concentrar las distintas instituciones de gobierno que se encontraban esparcidas a lo largo de la ciudad. Su construcción se inició el 15 de febrero de 1928 y su diseño original fue realizado por el arquitecto belga Joseph Martens y modificado para las necesidades de la ciudad por distintos arquitectos e ingenieros participantes del proyecto.
En un principio la construcción del palacio estuvo a cargo del Ferrocarril del Pacífico bajo la dirección del ingeniero Pablo Emilio Páez. Fue en octubre de 1931 que los problemas de orden público llevaron a la suspensión del proyecto y el abandono del mismo por parte del ingeniero Páez, quien fue sustituido por el también ingeniero Guillermo Garrido hasta su terminación en 1933.

## Arquitectura

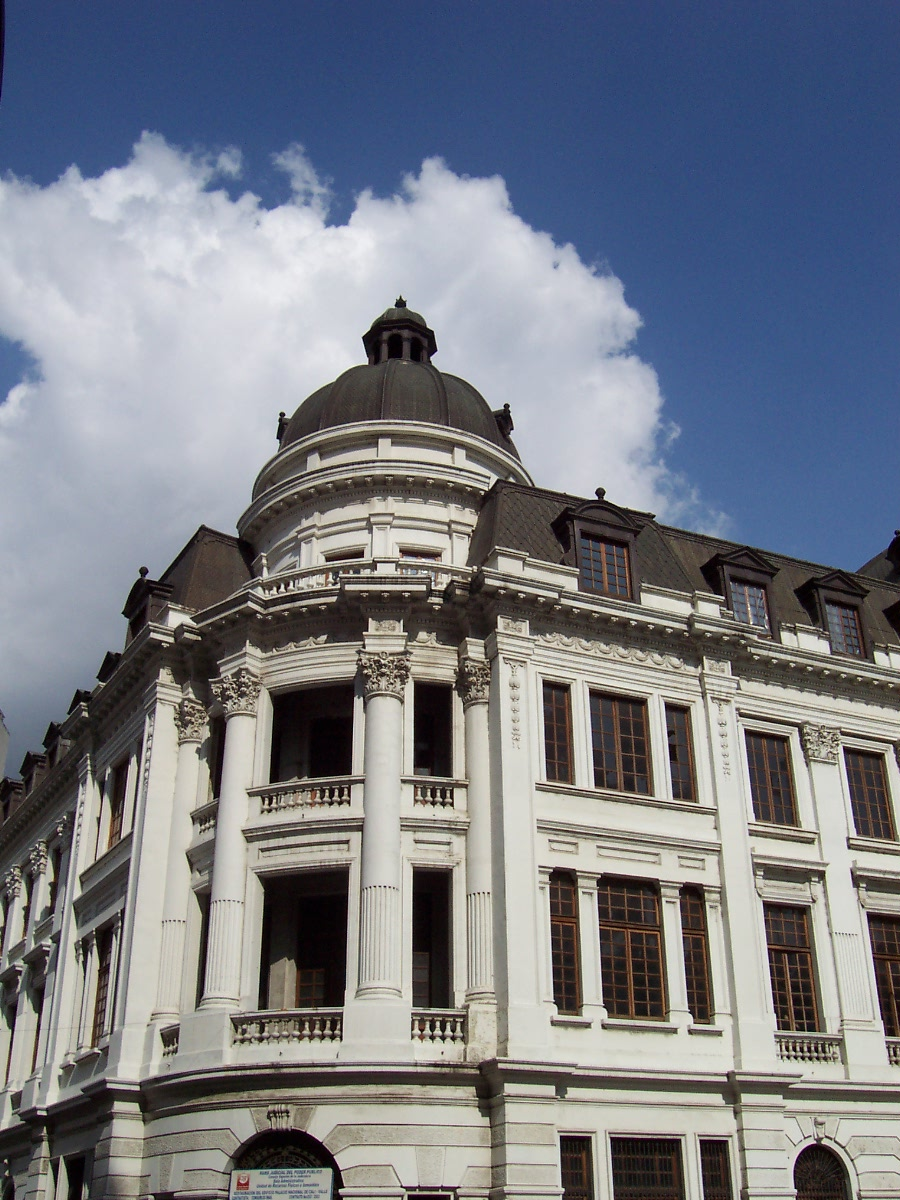
Vista izquierda del Palacio

El palacio está construido sobre un área de 2.455 metros cuadrados y se compone de cinco plantas; cuatro plantas para la administración, correo, fiscalías, auditorías y un sótano. Un total de 28 oficinas.
Su estructura es de cemento armado y ladrillo con pisos de concreto; sus ventanas y puertas intrincadamente talladas bajo los arcos adornados son fabricadas en madera de cedro con cerraduras en aleación de bronce al igual que los domos y las tejas del techo.